# RS-856
Pour les articles homonymes, voir Route 856.
La RS-856 est une route locale du Nord-Ouest de l'État du Rio Grande do Sul reliant la municipalité d'Alto Alegre à la RS-817, à la jonction des deux tronçons entre eux. Elle dessert les communes d'Espumoso et d'Alto Alegre et est longue de 6 km.